# Franjevački samostan (Subotica)
Subotica, grad u Bačkoj, srednjovjekovno je naselje; svoj nagli razvoj zahvaljuje naseljavanju katoličkih izbjeglica iz Bosne i Hercegovine potkraj 17. stoljeća u doba Bečkog oslobodilačkog rata.
Prema predaji, subotičke je Bunjevce, hrvatski katolički živalj, u seobi predvodio fra Anđeo Šarčević, dok je velikoj seobi u Prekosavlje stajao na čelu tadašnji provincijal Bosne Srebrene, fra Mijo Radnić.
No o subotičkim Bunjevcima preuzeli su pastoralnu brigu članovi provincije presvetog Spasitelja, jer su oni iz samostana u Segedinu i u vrijeme turske vladavine vodili brigu o subotičkim katolicima.
- 1686. franjevci se nastanjuju u subotičkoj tvrđi; godine 1692. se spominje lik Crne Gospe koju vjernici i danas štuju; smještena je u zasebnu kapelu.
- 1693. subotički franjevci imaju crkvu i nastambu; pred vrhovnim franjevačkim vlastima u Rimu raspravlja se hoće li subotički samostan pripadati provinciji presv. Spasitelja ili Bosni Srebrenoj; dodijeljen je prvoj.
- 1704. Subotičani su pod vodstvom fra Josipa Kovača napustili grad i izbjegli u Petrovaradin; ugrozila ih je tzv. Rakoczyjeva buna.
- 1723. tvrdava je posve preuređena za crkvu i samostan; god 1729. započela je gradnja nove crkve i samostana.
- 1736. 15. travnja kaločko-bački nadbiskup Gabrijel Patačić posvetio je crkvu sv. Mihovila; uz glavni oltar crkva je imala još 6 oltara.
- 1747. franjevci osnivaju i vode tzv. nižu gimnaziju; poslije 1775. gimnazija ima svih 6 razreda; tek 1862. preuzimaju je svjetovnjaci. U sredini 18. stoljeća franjevci vode i pučku školu; god. 1773. preuzimaju je svjetovnjaci.
- 1753. počinje izgradnja sadašnjeg samostana; radovi su završeni tek 1767. – 1753. u samostanu djeluje pet "dalmatinskih propovjednika", jer franjevci upravljaju s do tog vremena šest područnih crkava i to: u Bačaljmašu, Jankovcu i Miljkutu na području današnje Mađarske te u Topoli, Kanjiži i Senti. Na tom pastoralnom području utemeljeno je tijekom 18. stoljeća 14 župa.
- 1761. osnovana je Bratovština kršćanskog nauka; od 1739. djeluje Bratovština sv. Mihovila, a još ranije osnovana je Bratovština Franjevačkog pojasa.
- 1773. nadbiskup Josip Batthyany oduzeo je franjevcima župu i osnovao župu sv. Terezije.
- 1801. do 1839. i zatim od 1876. do 1897. u samostanu djeluje filozofsko učilište Provincije presv. Spasitelja.
- 1907. obnavlja se i proširuje crkva; god. 1900. je samostan pripao provinciji Sv. Ivana Kapistranskoga, a 1923. Provinciji Sv. Ćirila i Metoda.
- 1921. do 1933. franjevci su vodili župu Sv. Mihaela, ali su svojevoljno odustali u želji da se usredotoče na kontemplativni način života.

U prošlosti, a dijelom i u sadašnjosti, subotički samostan i crkva s dva zvonika važan su duhovni centar u gradu i okolici.
U njem se stoljećima vodi dvojezična pastva, na hrvatskom i mađarskom jeziku, jer franjevci žele služiti obim etničkim skupinama.
Franjevački je samostan u Subotici danas spomenik kulture.
U samostanu se nalazi kapelica Crne Gospe, nekoliko ispovjedaonica i Lurdska spilja. Andrašec dovodi štovanje Crne Gospe u svezi s Gospom Olovskom i Gospom Sinjskom i ranijim doseobama bunjevačkih Hrvata, prije Mohačke bitke, a najkasnije do 1650., kad su sa sobom ponijeli današnji lik Crne Gospe.

## Poznati redovnici
- Dionizije Andrašec, gvardijan[2]
- Radoslav Kujundžić, gvardijan[3]